# Герб Благовещенского района (Амурская область)
Герб Благовещенского района Амурской области

## Описание герба
«В зелёном поле с волнистой в одну волну, обременённой тремя золотыми звёздами о восьми лучах в пояс и окаймлённой серебром, главой два серебряных фазана: петушок вправо и курочка левее, ниже и поверх петушка прямо, обернувшаяся вправо, сидящие на золотых отвлечённых ветвях».
Герб утвержден Решением Благовещенского районного Совета народных депутатов № 158 25 сентября 2009 года.

## История герба
Первоначально герб района имел следующее описание: «Двухцветный геральдический щит (в соотношении 1/3) поделен на две части волнообразным серебряным поясом (в соотношении 1/10).Верхняя часть щита — лазоревого цвета, нижняя -зеленого. На зеленом поле щита расположены два фазана (петушок и курочка). На синем — три восьмиконечные звезды желтого цвета. По всему щиту идет серебряная кайма. Герб дополнен золотой территориальной короной о пяти видимых зубцах. Щит обрамлен веточками сои и охвачен орденской лентой».
Решением Благовещенского районного Совета народных депутатов Амурской области от 16 декабря 2009 года № 186 «О гербе и флаге Благовещенского района» было установлено новое описание герба Благовещенского района (а Решение от 25 сентября 2009 года признано утратившим силу). Решение направлено в Геральдический совет при Президенте Российской Федерации для государственной регистрации герба района.